# Le cœur a toujours vingt ans
Pour plus de détails, voir Fiche technique et Distribution.
Le cœur a toujours vingt ans (Man müßte nochmal zwanzig sein) est un film autrichien réalisé par Hans Quest sorti en 1958.
Le film est le remake de la comédie allemande Jeune fille sans famille, film allemand réalisé par Erich Engel, sorti en 1943.

## Synopsis
Bien qu'il ait déjà 70 ans, Friedrich Hoffmann tient toujours la direction générale de son entreprise. Un jour, il reçoit la visite de la jeune Susanne Menzel. La fille veut accomplir le dernier souhait de sa grand-mère et remettre au vieil homme un paquet de lettres d'amour qu'il a écrit à la grand-mère de Susanne il y a des décennies. Cependant, il ignore qu'un fils est né de cette relation - le père de Susanne. Susanne croit cependant que le vieux Hoffmann venait de quitter sa grand-mère. C'est pourquoi elle ne veut rien avoir à faire avec lui maintenant.
Pour en savoir plus sur les circonstances de la vie de Susanne, Friedrich Hoffmann demande à l'un de ses directeurs, Paul Degenhard, le fils de son meilleur ami, de le faire pour lui. Mais il garde la raison de l'ordre pour lui-même. Cependant, Paul est si occupé à essayer de se familiariser avec la gestion d'une nouveau travail qu'il oublie la tâche de son patron. Quand il engage finalement Susanne comme sa secrétaire, les deux ne se doutent pas du lien entre eux. Il ne faut pas longtemps à Susanne pour accompagner Paul lors d'un voyage d'affaires à Athènes. Les deux se rapprochent.
Hoffmann constata que sa petite-fille est intégrée dans sa propre compagnie. Pour faire le lien avec Susanne, il utilise une astuce : il organise une rencontre par coïncidente avec la fille lors d'un concert. Le vieux monsieur s'inquiète tellement pour Susanne qu'elle obtient peu à peu une meilleure opinion de son grand-père. La famille sait que le patron a une liaison avec une jeune femme. Bientôt la rumeur circule que Hoffmann a secrètement une maîtresse. Quand il invite la famille à une fête, tout le monde pense qu'il veut annoncer son engagement. Hoffmann aime trop bien son rôle, alors il quitte délibérément sa parenté dans l'incertitude depuis longtemps. Finalement il annonce la vérité: Susanne est sa petite-fille et va bientôt épouser Paul Degenhard. Maintenant, il y a de nouveau la paix dans le cercle de la famille.

## Fiche technique
- Titre français : Le cœur a toujours vingt ans[1]
- Titre original : Man müßte nochmal zwanzig sein
- Réalisation : Hans Quest
- Scénario : Kurt Nachmann, Lotte Neumann
- Musique : Hans-Otto Borgmann
- Photographie : Günther Anders
- Montage : Arnfried Heyne
- Production : Walter Tjaden
- Sociétés de production : Sascha-Film
- Société de distribution : UFA
- Pays d'origine :  Autriche
- Langue : allemand
- Format : Noir et blanc - 1,66:1 - Mono - 35 mm
- Genre : Comédie romantique
- Durée : 90 minutes
- Dates de sortie :
  - Allemagne de l'Ouest : 14 août 1958.
  - Autriche : 14 août 1958.
  - France : 16 mai 1962[1].

## Distribution
- Ewald Balser : Friedrich Hoffmann
- Johanna Matz : Susanne Menzel
- Karlheinz Böhm : Paul Degenhard
- Susi Nicoletti : Jenny Dill
- Romuald Pekny (de) : Johannes Dill
- Erik Frey : Richard Hoffmann
- Margarete Fries : Irene Hoffmann
- Gerlinde Locker : Friederike, dit « Mausi »
- Peter Weck : Peter Vogt
- Richard Romanowsky : Dr. Laurenz
- Rudolf Forster : Clemens Herborth
- Senta Wengraf : Tilly
- Erich Nikowitz : Franz Josef
- Alma Seidler : Mme Binder
- Ena Valduga : Mme Kalwoda
- Karl Ehmann : Fink
- Helmut Qualtinger : Kanzakis
- Fritz Muliar : Berisch